# L'Annonciation (Poussin, 1657)
L'Annonciation est une peinture à l'huile sur toile réalisée par Nicolas Poussin en 1657.

## Historique de l'œuvre
Selon Anthony Blunt en 1947, la peinture se trouvait autrefois dans une chapelle du pape Alexandre VII, dont le nom figure dans le cartouche peint au bas du tableau.
Selon Jane Costello en 1965, cette Annonciation aurait été peinte pour le tombeau de Cassiano dal Pozzo, ami et mécène de Poussin. Cette proposition a été reprise par plusieurs spécialistes de Poussin, tels que Jacques Thuillier et Alain Mérot, mais est contestée par Erick Wilberding qui revient à la proposition d'un tableau peint pour Alexandre VII, qui s'intéressait à la culture moyen-orientale.
En tout état de cause, le tableau figurait probablement dans la collection rassemblée au XVIIIe siècle par le diplomate britannique John Udny.

## Description et iconographie
Le tableau relève du genre très courant en peinture de l'Annonciation. L'archange Gabriel annonce à Marie, qui l'accepte, qu'elle va être mère du fils de Dieu. Il désigne du doigt d'une part Marie, d'autre part la colombe du Saint-Esprit par laquelle Marie va recevoir la semence divine.
L'iconographie présente toutefois plusieurs particularités. L'ange est ainsi situé à droite du tableau alors qu'il est généralement situé à gauche. Quant à la colombe, au lieu de plonger depuis le ciel comme c’est le cas la plupart du temps, elle est inscrite les ailes déployées dans un cercle qui transcrit de manière littérale la formule de l'Évangile : « l'Esprit Saint te couvrira de son ombre ».
La position de Marie a également fait l'objet de nombreux commentaires. Certains voient dans sa posture les yeux fermés et les mains ouvertes, en extase, une réponse à L'Extase de sainte Thérèse du Bernin, achevée quelques années plus tôt. Elle conserve toutefois le dos bien droit, alors que la sainte Thérèse du Bernin a la tête renverse en arrière.
En outre elle est assise sur un coussin, les pieds nus, et non sur un siège haut, et elle porte un manteau d'une couleur jaune alors qu'il est presque toujours bleu. Poussin pourrait avoir cherché à représenter une Annonciation proche-orientale en s'inspirant de représentations islamiques, où Marie est également assise sur un coussin, et en lui donnant un manteau de la couleur qu'avaient obligation de porter les femmes juives à Rome à son époque. Jane Costello pense plutôt à une référence à la position des scribes égyptiens, notant des analogies entre Marie, Minerve et Isis. La couleur jaune du manteau peut aussi signifier l'espoir et la pureté.

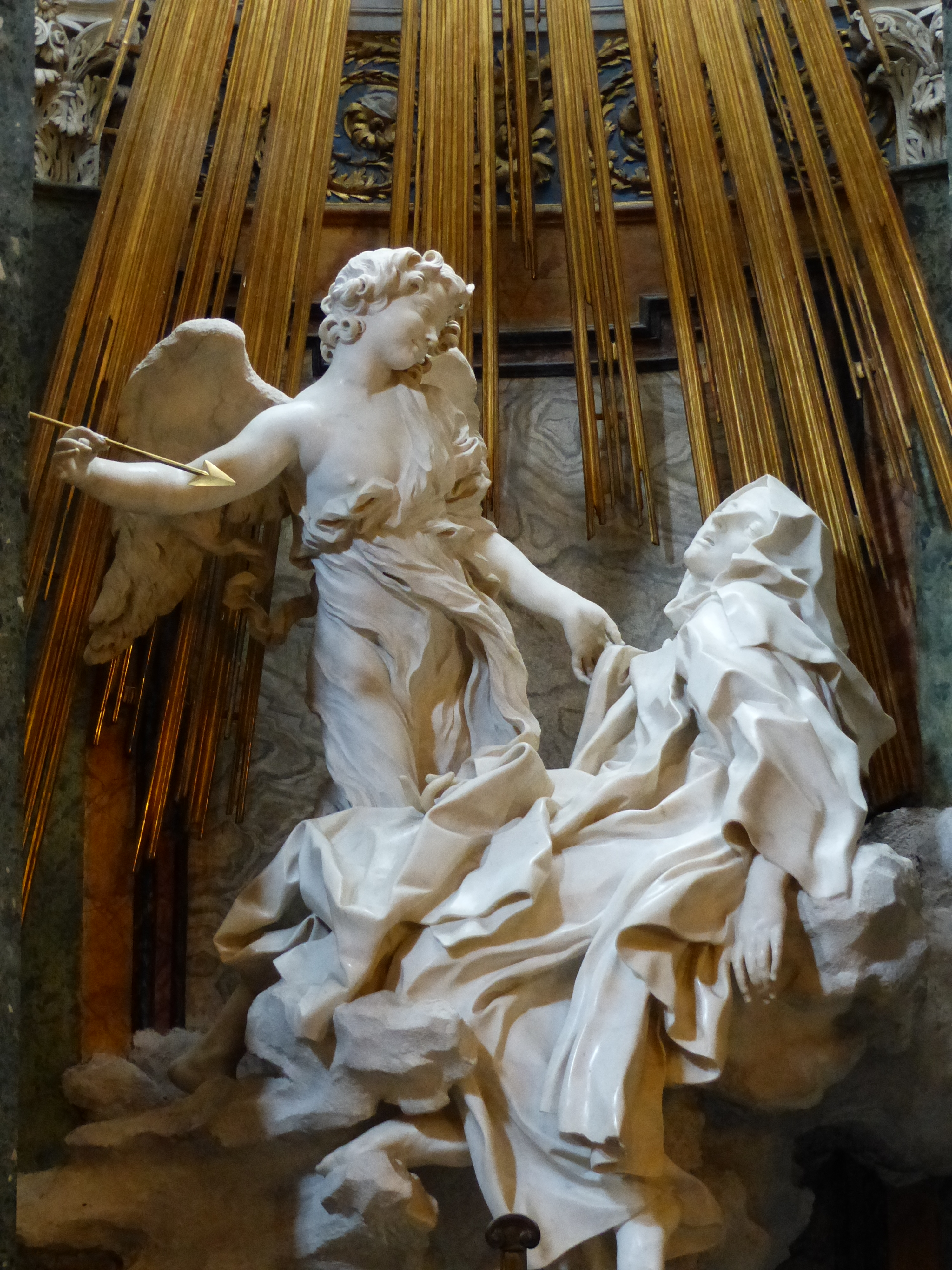
L'Extase de sainte Thérèse, par Le Bernin, dans l'église Santa Maria della Vittoria.
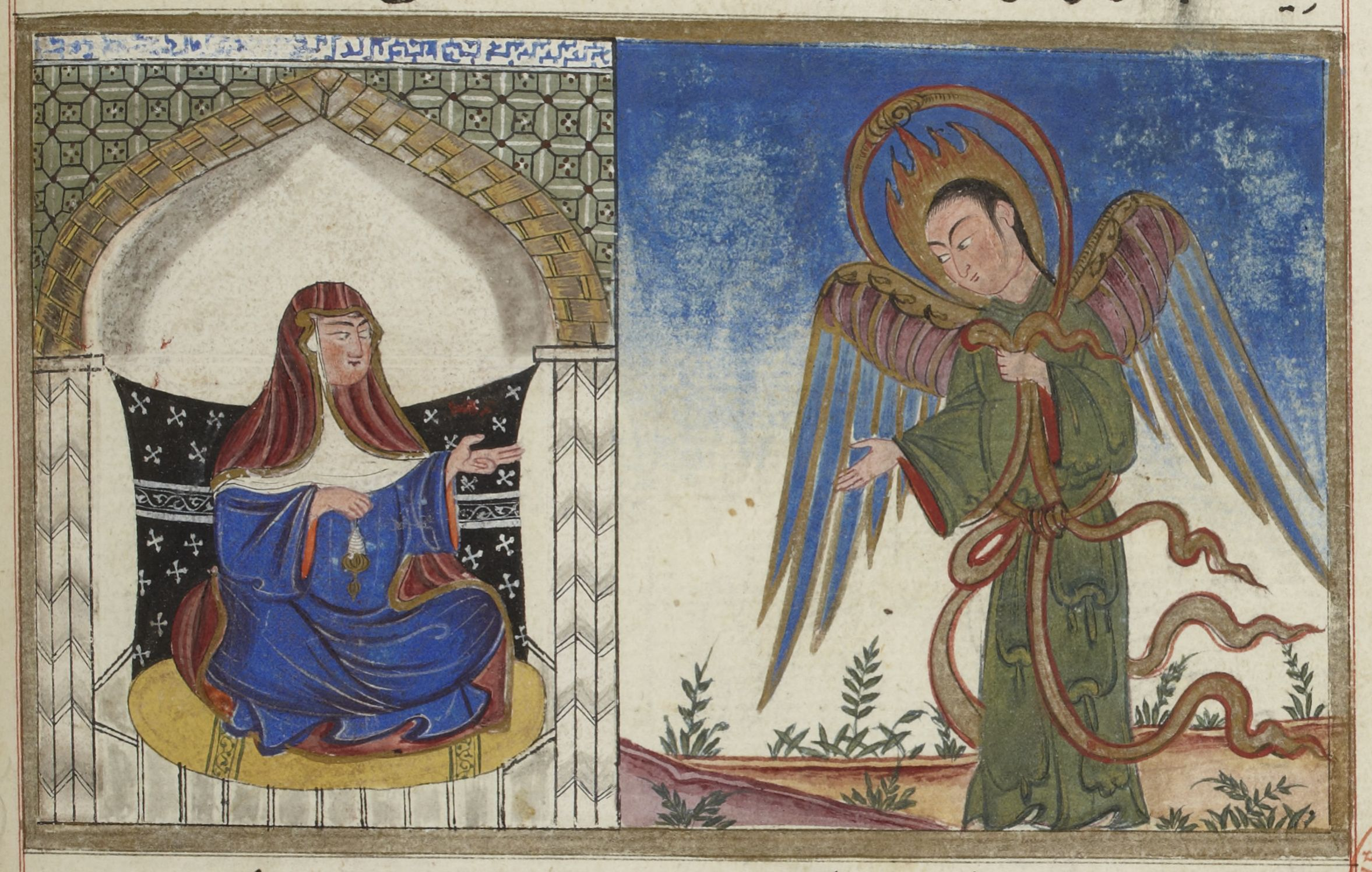
Annonciation, copie d'un manuscrit des Signes restants des siècles passés d'Al-Biruni, XVe siècle.